# Kim Min-joon
Kim Min-joon (en hangul, 김민준); nacido el 24 de julio de 1976 en Busan, Corea del Sur), es un actor y DJ surcoreano.

## Biografía
En el 2019 se casó con Kwon Da-mi, la hermana mayor del rapero surcoreano G-Dragon. En noviembre de 2021, la pareja anunció que estaban esperando a su primer hijo juntos, Kim Eden (Yi Deun).

## Carrera
El 8 de julio del 2020 se unió al elenco principal de la serie Did We Love? (previamente conocida como "Begin Again") donde dio vida a Goo Pa-do, hasta el final de la serie el 2 de septiembre del mismo año.

## Filmografía

### Series de televisión
- Durian's Affair (TV Chosun, 2023)[7][8][9]
- Island (TVING, 2023; aparición especial)[10]
- Did We Love?(jTBC, 2020)[4][11]
- My Sassy Girl (SBS, 2017) Cameo
- Hwarang: The Poet Warrior Youth (KBS2,2016-2017)
- Babysitter (KBS2, 2016)
- One More Happy Ending (MBC, 2016)
- Hidden Identity (tvN, 2015)
- Seonam Girls' High School Investigators (JTBC, 2014)
- Beloved (JTBC, 2012)
- Romance Town (KBS2, 2011)
- Friend, Our Legend (MBC, 2009)
- Tazza (SBS,2008)
- On Air (SBS, 2008) cameo
- In Soon is Pretty (KBS2, 2007)
- Surgeon Bong Dal Hee (SBS, 2007)
- Someday (OCN, 2006)
- Lovers in Prague (SBS, 2005)
- Ireland (MBC, 2004)
- Into the Storm (SBS, 2004)
- Damo (MBC, 2003)

### Películas
- Exhuma (2024), aparición especial.
- Miss Butcher (2016)
- Musudan (2015)
- Five Senses of Love (2015)
- Dead And (2013)
- Top Star (2013)
- Wedding Scandal(2012)
- The Concubine (2012)
- Pained (2011)
- Hindsight (2011)
- The Depths (2011)
- Camellia (2010)
- A Love (2007)
- No Mercy For The Rude (2006)
- Never to Lose (2005)
- A Man Who Went to Mars (2003)

### Aparición en videos musicales
- The One - Walk in Heaven (2011)
- Lyn - We Used To Love (2007)

## Reconocimientos
- 2011 5th Mnet Choice Awards: Mejor Chico de Moda
- 2008 17th The Buil Film Awards Mejor Actor de Reparto por A Love
- 2004 40th Baeksang Arts Awards: Mejor Actor Novato sector TV por Damo
- 2003 MBC Drama Awards: Mejor nuevo actor por Damo

## Enlaces enlaces
- Wikimedia Commons alberga una categoría multimedia sobre Kim Min-joon.
- Perfil (Nate)
- Perfil (Daum)
- at HanCinema
- Instagram
- Kim Min-joon en Internet Movie Database (en inglés).

- Datos: Q490425
- Multimedia: Kim Min-jun / Q490425